# Interamma angusta
Interamma angusta är en insektsart som beskrevs av Walker 1870. Interamma angusta ingår i släktet Interamma och familjen Derbidae. Inga underarter finns listade i Catalogue of Life.